# Associazione Olimpica di Antigua e Barbuda
L'Associazione Olimpica di Antigua e Barbuda (nota anche come The Antigua and Barbuda Olympic Association in inglese) è un'organizzazione sportiva antiguo-barbudana, nata nel 1966 nella capitale Saint John's.
Rappresenta questa nazione presso il Comitato Olimpico Internazionale (CIO) dal 1976 ed ha lo scopo di curare l'organizzazione ed il potenziamento dello sport ad Antigua e Barbuda e, in particolare, la preparazione degli atleti antiguo-barbudani, per consentire loro la partecipazione ai Giochi olimpici. L'associazione è, inoltre, membro dell'Organizzazione Sportiva Panamericana.
L'attuale presidente dell'organizzazione è E.P. Chet Greene, mentre la carica di segretario generale è occupata da LeRoy Ashton Williams.